# 서울 더비
서울 더비(Seoul Derbies)는 대한민국 서울특별시를 연고지로 하는 축구 클럽들간의 경기를 의미한다. 로컬 더비(Local Derby)의 정의에 따라 서울 지역을 연고로 하는 축구 클럽들간의 모든 경기가 서울 더비이지만 수많은 축구 클럽을 보유한 대한민국 최대 도시 서울의 특성상 모든 서울 더비 경기를 이 문서에서 다루지는 못한다.

## 프로축구 출범 이전
서울 더비의 역사는 일제강점기까지 거슬러 올라간다. 가장 대표적인 것은 연희전문학교(현 연세대학교)와 보성전문학교(현 고려대학교)와의 라이벌전으로 1927년 전조선축구대회 준결승에서 만난 것으로부터 시작하며, 지금도 양교는 정기적인 교류전을 가지고 있다. 한편 학원축구가 아닌 성인 축구에서도 서울 더비가 있었는데, 1933년 전조선축구대회 결승에서 조선축구단과 경성축구단이 우승을 다투었던 것이 바로 그 대표적 예이다. 특히 이 경기는 보성전문(현 고려대학교) 출신이자 조선축구단 소속인 김원겸과, 연희전문(현 연세대학교) 출신이자 경성축구단 소속인 이영민의 대결로도 주목을 끌었다.

## 서울 동대문 더비
해방 이후 주요 실업축구단들이 서울을 연고지로 하였으나, 본격적인 연고지 개념이 도입된 것은 1983년 프로축구가 창설되고 1987년 광역연고제가 도입된 이후이다. 1989년 일화 천마 (현 성남 FC), 1990년 럭키금성 황소 (현 FC 서울), 1991년 유공 코끼리 (현 제주 유나이티드)가 서울 연고 프로축구단으로 동대문운동장을 홈구장으로 공동 사용하면서 동대문 더비라고 불린 서울 더비 매치의 역사는 시작되었다. 
하지만 프로야구 초창기인 1980년대부터 서울 연고지를 황금시장으로 인식하고 서울에 2개 구단이 병립, 경쟁하면서 더비 경기를 펼치면 야구산업이 더 발전할 것으로 예상한 야구계와달리 축구계는 1990년대에도 서울 연고지의 시장성을 인식하고 더비를 흥행 요소로 활용하여 K리그 파이와 축구산업을 키울 생각을 하지 못 하였고 지금도 이런 분위기가 남아있지만 축구 국가대표팀의 FIFA 월드컵 본선 진출 등 국제대회 성적에만 몰두하고 국내 프로축구 활성화는 항상 뒷전인 상황이었다.
거기에 당시 프로축구가 전반적으로 인기가 없던 상황이었고, 3개 구단들이 1996년 서울 연고 공동화 정책으로 지방으로 이전하기까지 서울을 연고로 했던 기간이 각각 일화가 7년, LG가 6년, 유공이 5년으로 연고 정착 단계였으며, 인터넷이 없던 시절이라 홍보/마케팅 수단의 한계 그리고 지금처럼 K리그에서 더비 협약식 혹은 동일 연고지 구단들은 유럽과 남미 등에서 피 튀기게 라이벌전을 한다고 하니 흥행을 위해 우리도 이렇게 해야 한다면서 인위적인 더비 만들기 분위기가 없었기 때문에 동대문 더비는 대중적으로 크게 주목을 받지 못했다.
그래도 서울 동대문 더비 중 K리그 역사에 의미있고 관심을 끌었던 경기들이 있는데 첫번째가 1992년 리그컵 결승전으로 일화 천마와 LG 치타스 이렇게 두 구단이 서울 연고 구단 라이벌의 자존심을 걸고 충돌한 경기로한국 프로축구 K리그 사상 최초로 타이틀이 걸린 결승전에서 한 도시를 동일한 연고지로 하는 두 구단이 격돌한 더비 매치로 역사적 의의가 깊다.
또한 1994년 11월 9일에 개최된 일화 천마와 유공 코끼리와의 정규리그 경기 역시 서울 연고지를 하는 두 라이벌 구단이 K리그 우승 향방을 가르는 혈전을 펼칠것으로 예상되면서 경기 전부터 화제가 되었다.또한 이런 더비 요소 이외에도 구소련 일화 천마의 전설적인 골키퍼 사리체프와 이에 대응하기 위해 유공 코끼리에서 데려온 역시 레프 야신 클럽과 러시아 국가대표 출신의 1993년 올해의 러시아 골키퍼상을 수상한 샤샤(본명 알렉산드르 포드쉬발로프) 골키퍼와의 대결로도 화제를 모았으며 평일 3시 경기임에도 불구하고 10,000여명의 관중이 들어왔다.이 경기에서 유공 코끼리는 일화의 자책골, 허기태 선수의 추가골과 고정운의 페널티킥을 비롯한 결정적 슈팅을 여러차례 선방하며 기대에 부응한 샤샤의 대활약에힘입어 2:0으로 일화 천마를 제압하였다. 이 경기 결과 유공 코끼리는 마지막 한경기만을 남겨둔채로 승점 1점차로 일화 천마를 바싹 뒤쫓아 역전 우승의 실날같은 희망을 이어갈 수 있었다.
한편 LG 치타스와 유공 코끼리 역시 이 기간 중 라이벌 관계를 형성하여이렇게 3개의 서울 더비 매치가 진행되었으나 1995년 10월 25일 일화 천마와 LG 치타스의 경기를 마지막으로 1996년 서울 연고 공동화 정책으로 서울 연고 프로축구단들이 사라진 후 서울 더비의 명맥이 끊겼다.

### 일화 천마 vs LG 치타스 전적 (1990–1995)
※ 한국프로축구연맹이 비공식경기(이벤트경기)로 간주하고 있는 1992 리그컵 챔피언결정전 2경기의 기록은 포함하지 않았다.
| 대회       | 경기 수 | 일화 천마 승 | 무승부 | LG 치타스 승 | 일화 천마 득점 | LG 치타스 득점 |
| ---------- | ------- | ------------ | ------ | ------------ | -------------- | -------------- |
| K리그1     | 35      | 12           | 12     | 11           | 47             | 44             |
| 리그컵     | 5       | 2            | 1      | 2            | 5              | 6              |
| K리그 통산 | 40      | 14           | 13     | 13           | 52             | 50             |

### 일화 천마 vs 유공 코끼리 전적 (1991–1995)
| 대회       | 경기 수 | 일화 천마 승 | 무승부 | 유공 코끼리 승 | 일화 천마 득점 | 유공 코끼리 득점 |
| ---------- | ------- | ------------ | ------ | -------------- | -------------- | ---------------- |
| K리그1     | 29      | 13           | 13     | 3              | 36             | 25               |
| 리그컵     | 5       | 2            | 2      | 1              | 5              | 4                |
| K리그 통산 | 34      | 15           | 15     | 4              | 41             | 29               |

### LG 치타스 vs 유공 코끼리 전적 (1991–1995)
| 대회       | 경기 수 | LG 치타스 승 | 무승부 | 유공 코끼리 승 | LG 치타스 득점 | 유공 코끼리 득점 |
| ---------- | ------- | ------------ | ------ | -------------- | -------------- | ---------------- |
| K리그1     | 29      | 9            | 11     | 9              | 32             | 33               |
| 리그컵     | 5       | 2            | 1      | 2              | 8              | 5                |
| K리그 통산 | 34      | 11           | 12     | 11             | 40             | 38               |

## 서울 강남북 더비

### FC 서울 vs 서울 이랜드 FC
2014년 4월 14일 이랜드 그룹이 서울을 연고지로 하는 프로축구단의 창단을 발표하였고 2015년부터 서울 이랜드 FC라는 구단으로 2부 리그인 K리그2에 합류하였다. 
기존의 FC 서울과 서울 이랜드 FC가 K리그의 같은 디비전에서 경쟁할 경우 1995년 이래로 서울특별시를 연고지 하는 프로축구단간의 서울 더비가 K리그에서 다시 펼쳐질 예정이다.

한편 K리그보다 먼저 2021년 FA컵 3라운드에서 FC 서울과 서울 이랜드 FC가 만나게 되면서 FA컵 무대에서 1995년 이후 26년만에 서울 연고 프로축구단들끼리의 서울 더비가 부활하였고 서울 이랜드 FC가 레안드로의 결승골로 1대0으로 승리하였다. 3년후 2024년 코리아컵 3라운드에서 서울 이랜드 FC 대 FC 서울의 두번째 서울 더비가 열리게 되었다.

## 하부 리그 서울 더비
K3리그 시절 서울 유나이티드, 서울 파발 FC (해체), 서울 FC 마르티스 (탈퇴) 이렇게 서울 연고 3개팀들간의 서울 더비가 과거 벌어졌다.
참고로 2009년 서울 유나이티드와 K리그 클럽 FC 서울 2군 사이의 연습 경기가 개최된 적이 있다.
현재는 K4리그에서 서울 노원 유나이티드와 서울 중랑 축구단과의 서울 더비가 벌어지고 있었다가 2024년 1월 14일 노원이 해체를 선언하면서 끝나게 되었다.

## 같이 보기
- 런던 더비
- 수원 더비